# 塞纳河畔香槟
塞纳河畔香槟（法語：Champagne-sur-Seine，法語發音：[ʃɑ̃paɲ syʁ sɛn] ⓘ）是法国法蘭西島大區塞纳-马恩省的一个市镇，属于枫丹白露区。 

## 地理
塞纳河畔香槟（48°23'50"N, 2°48'4"E）面积7.28 平方千米，位于法国法蘭西島大區塞纳-马恩省，该省份为法国北部内陆省份，北起瓦兹省，西接埃松省、马恩河谷省、塞纳-圣但尼省和瓦兹河谷省，南至卢瓦雷省，东南接约讷省，东临马恩省和奥布省，东北接埃纳省。
与塞纳河畔香槟接壤的市镇（或旧市镇、城区）包括：圣马梅、萨莫罗、托姆里、塞纳河畔韦尔努拉塞勒、塞纳河畔维莱讷、埃里西、马绍、莫雷-卢万和奥尔瓦讷。

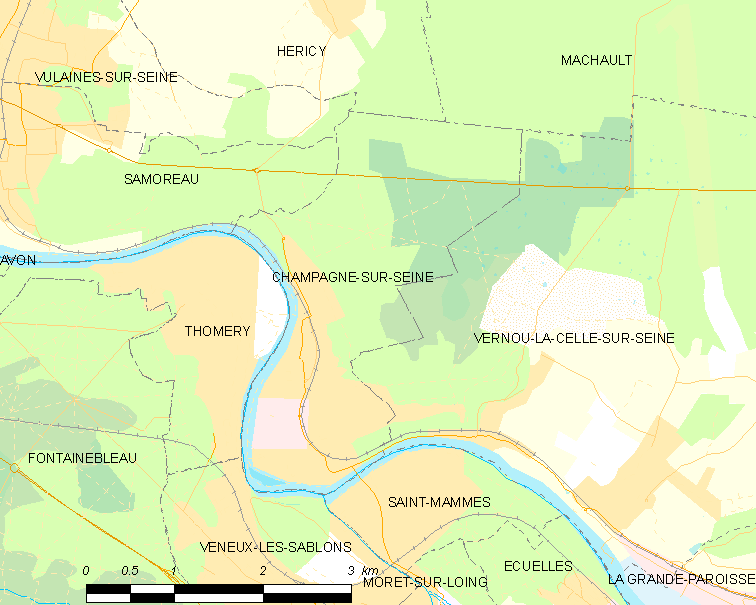
塞纳河畔香槟的OSM定位图

塞纳河畔香槟的时区为UTC+01:00、UTC+02:00（夏令时）。

## 行政
塞纳河畔香槟的邮政编码为77430，INSEE市镇编码为77079。

## 政治
塞纳河畔香槟所属的省级选区为蒙特罗福约讷县。

## 人口

1962-2008年间塞纳河畔香槟人口变化图示

塞纳河畔香槟于2022年1月1日时的人口数量为6491人。